# Suzannah Bianco
Pour les articles homonymes, voir Bianco (homonymie).
Suzannah Bianco, née le 15 mars 1973 à San José (Californie), est une nageuse synchronisée américaine.

## Carrière
Lors des Jeux olympiques de 1996 à Atlanta, Suzannah Bianco est sacrée championne olympique par équipes avec Tammy Cleland, Becky Dyroen-Lancer, Heather Pease, Jill Savery, Nathalie Schneyder, Heather Simmons-Carrasco, Jill Sudduth, Emily Lesueur et Margot Thien,.